# Phantom Raiders
Phantom Raiders és una pel·lícula de 1940, la segona de la sèrie protagonitzada per Walter Pidgeon com a detective Nick Carter. La pel·lícula formava part d'una trilogia cinematogràfica basada en històries originals amb el personatge de la llarga sèrie literària Nick Carter, Detective. En l'augment de les tensions anteriors a la Segona Guerra Mundial, Hollywood va produir moltes pel·lícules del gènere pel·lícula d'espionatge com ara Phantom Raiders.
Phantom Raiders va seguir la primera pel·lícula de la sèrie, Nick Carter, Master Detective (1939) i va conduir a Sky Murder (1941), l'última de les pel·lícules de Nick Carter.

## Argument
Mentre està de vacances a Panamà, la companyia d'assegurances internacional, Llewelyn's de Londres, s'acosta al detectiu Nick Carter (Walter Pidgeon) i al company "Beeswax" Bartholemew (Donald Meek) per a una tasca especial. Després de la mort d'un agent de Scotland Yard (John Burton) investigant el sabotatge de vaixells mercants al Canal de Panamà, la companyia d'assegurances s'alarma.
Carter és, al principi, aprensiu i rebutja el contracte. Un cop descobreix que l'encantadora Cora Barnes (Florence Rice) treballa com a despatxador per a la Morris Shipping Company, una de les companyies que està sent atacada, la seva actitud canvia.
Assistit per Bartholomew, Nick aviat s'assabenta de qui hi ha darrere dels misteriosos enfonsaments. Al Taurez (Joseph Schildkraut), un gàngster estatunidenc que ha traslladat les seves operacions a Panamà, està executant una raqueta d'assegurances marítimes. Quan es declara desaparegut un vaixell, Taurez cobra l'assegurança de la càrrega falsificada del vaixell.
Després que Nick s'assabenti que la Cora està compromesa amb John Ramsell Jr. (John Carroll), el ric fill del propietari d'una companyia naviliera, decideix renunciar, però després canvia d'opinió, quan rep una amenaça anònima que li indica que abandoni Panamà immediatament o s'enfronti a una mort certa.
Més tard, quan Nick s'enfronta a Eddie Anders (Dwight Frye), un de la banda de Taurez, el que l'obliga a revelar que Taurez està darrere del complot d'assassinat. Nick s'assabenta que la Cora està subministrant informació a Taurez sobre vaixells que passen pel Canal de Panamà, i que Ramsell Sr. també s'ha vist obligat a signar reclamacions d'indemnització per a Taurez cada vegada que s'enfonsa un dels vaixells del seu pare.
Amb l'ajuda de Bartholomew que es fa passar per un pistoler boig, Taurez és presoner com a ostatge i Nick busca l'oficina del gàngster per trobar un detonador de control remot que s'utilitza per enviar senyals de ràdio d'alta freqüència que fan explotar les bombes amagades als vaixells. Quan Nick activa el dispositiu, l'edifici del costat, el laboratori d'explosius, explota.
Taurez i la seva parella, el Dr. Grisson (Thomas W. Ross), que s'ha fet càrrec de la Morris Company, intenten forçar el propietari de l'empresa, Franklin Morris (Cecil Kellaway) a ordenar a Ramsell Jr. que enviï el següent vaixell pel canal, Morris es nega, després és apunyalat per algú amagat a l'ombra.
Ramsell Jr., és arrestat per l'assassinat, però Nick aviat desentra la raqueta fent que Taurez pugi a bord d'un vaixell que està a punt de ser explotat. Amb només uns instants abans que Grisson actuï, Taurez li confessa a Nick i, juntament amb Grisson, és arrestat.

## Repartiment
- Walter Pidgeon com a Nick Carter
- Donald Meek com a Bartholomew
- Joseph Schildkraut com Al Taurez
- Florence Rice com a Cora Barnes
- Nat Pendleton com a "Gunboat" Jacklin
- John Carroll com a John Ramsell Jr
- Steffi Duna com a Dolores
- Cecil Kellaway com Franklin Morris
- Matthew Boulton com a John Ramsell Sr
- Alec Craig com a Andy MacMillan
- Thomas W. Ross com el Dr. Grisson
- Dwight Frye com a Eddie Anders
- John Burton com a Steve Donnigan
- Holmes Herbert com Sir Edward
- Harry Tyler com a cambrer
- Hugh Beaumont com a mariner
- Nestor Paiva com a inspector
- John Burton com a agent de Scotland Yard.

## Producció
La fotografia principal de Phantom Raiders va començar a principis d'abril de 1940. Les escenes de Panamà i el Canal de Panamà s'incorporen a la producció final.

## Recepció
Segons els registres de MGM, Phantom Raiders va costar 217.000 lliures i va guanyar 285.000 dòlars als EUA i Canadà i 172.000 dòlars a la resta del món, obtenint així un benefici.
L'historiador i crític del cinema Leonard Maltin va anomenar Phantom Raiders "(a) entrada de detectiu de Nick Carter, de ritme ràpid i elegant.".
L'historiador del cinema John Douglas Eames a The MGM Story: The Complete History Of Fifty Roaring Years (1975) va descriure el paper recurrent de Pigeon com a detectiu Nick Carter a Phantom Raiders, "un "melo" sobre el sabotatge al mar. .." El revisor Dennis Schwartz a Dennis Swartz' Movie Reviews, considerat Phantom Raiders com el millor de la sèrie. També va assenyalar que "un programador divertit i de ritme ràpid", on "(Donald) Meek roba la foto encantadora com l'apicultor còmic que sempre apareix quan el seu cap està en perill".

### Citacions
1. ↑  "Details: 'Phantom Raiders' (1940)", BFI. Retrieved: June 15, 2019.
2. ↑  Quinlan 2000, pp. 415–416.
3. ↑  "Original print information: 'Phantom Raiders' (1940)", TCM, 2019. Retrieved: June 15, 2019.
4. ↑  "The Eddie Mannix Ledger".  Margaret Herrick Library, Center for Motion Picture Study (Los Angeles).
5. ↑  Maltin, Leonard. "Overview: 'Phantom Raiders' (1940)", Turner Classic Movies (TCM.com), 2019. Retrieved: June 15, 2019.
6. ↑  Eames 1975, p. 165.
7. ↑  Schwartz, Dennis. "Review: 'Phantom Raiders'" Arxivat 2018-06-05 a Wayback Machine., Dennis Swartz' Movie Reviews, October 8, 2013. Retrieved: June 15, 2019.